# KV11
KV 11 désigne le tombeau du pharaon Ramsès III. Situé dans l'allée principale de la vallée des Rois, sur la rive occidentale du Nil face à Louxor, l'hypogée fut d'abord élaboré par le pharaon Sethnakht (le père de Ramsès III) mais fut abandonné quand on remarqua qu'il empiétait sur celui d'Amenmes (KV10).
Partiellement exploré dès l'Antiquité, le tombeau a été baptisé « tombe des harpistes » en 1768 par James Bruce en raison d'un bas-relief représentant deux harpistes aveugles.

## Contenu
La tombe a été pillée dès la fin de la XXe dynastie.
- La cuve du sarcophage en quartzite rouge a été vendue au roi de France et est aujourd'hui conservée au Musée du Louvre.
- Le couvercle du sarcophage a été récupéré par Giovanni Battista Belzoni et acquis par le Musée de Cambridge[2].
- La momie de Ramsès III a été découverte dans la cachette de Deir el-Bahari (TT320)[3] et se trouve aujourd'hui au Musée égyptien du Caire.

## Décor

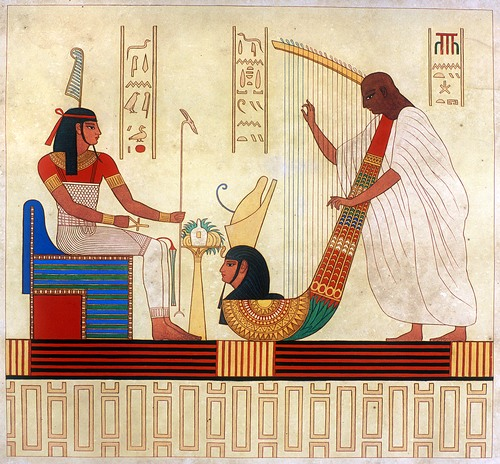
Les harpistes.

Les cent quatre-vingt huit mètres de la tombe sont ornés de multiples décorations. Le second corridor est décoré avec les litanies de Rê. À la fin de ce corridor, l'axe de la tombe est changé. Le troisième corridor est décoré avec le Livre des Portes et le Livre de l'Amdouat. Il conduit à l'arbre rituel et à la salle des piliers qui est décorée également avec le Livre des Portes. Le quatrième corridor est décoré avec les scènes de la cérémonie de l'ouverture de la bouche et conduit au vestibule, décoré avec le Livre des morts, et à la chambre funéraire.
La chambre funéraire est une salle à huit piliers dans laquelle se trouvait un sarcophage en quartzite rouge, conservé désormais au Louvre. La chambre est décorée avec le Livre des Portes , des scènes divines, le livre de la terre. Au-delà se trouvent des annexes décorées avec le Livre des Portes.

## Galerie

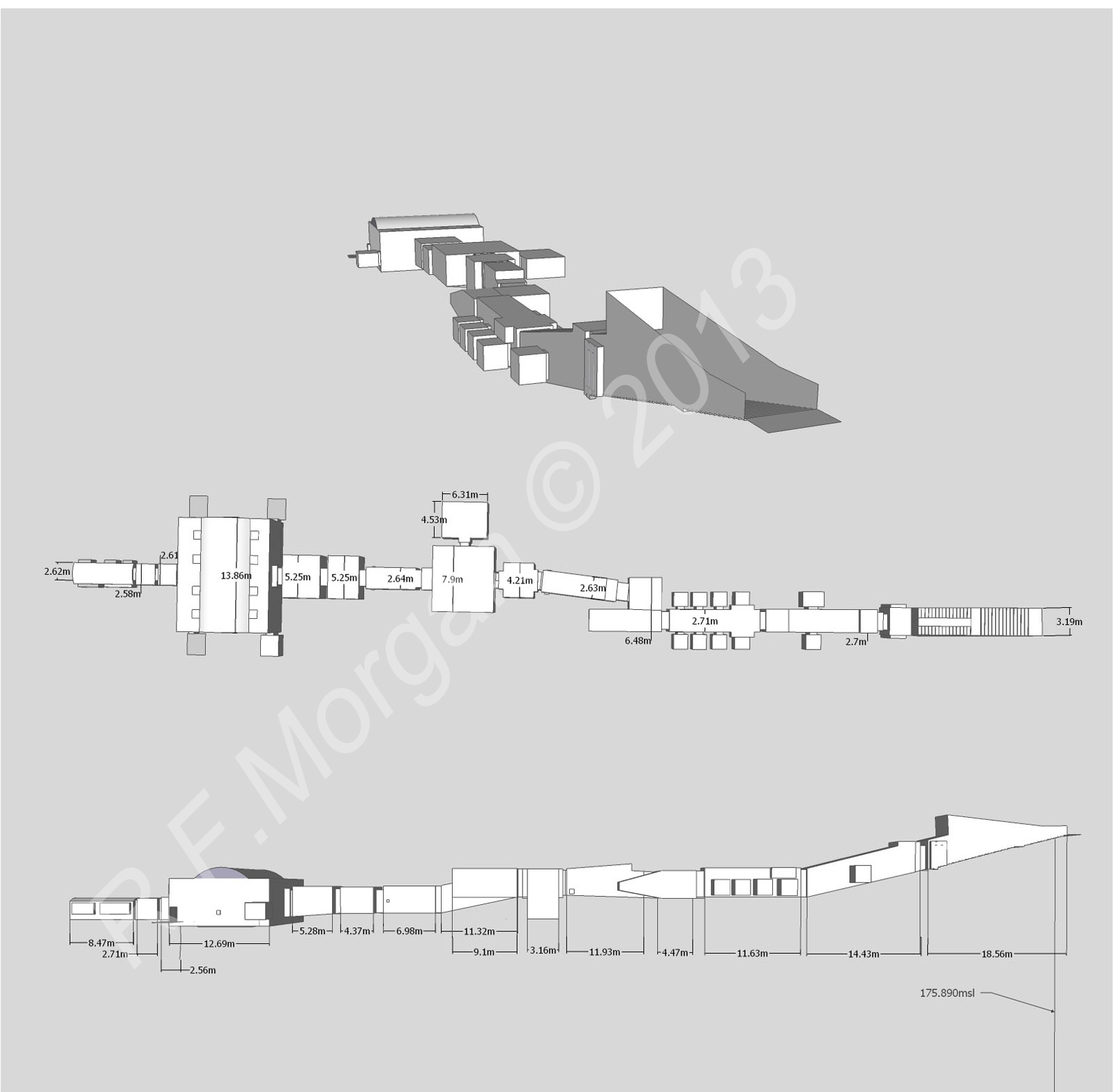
Plan de la tombe
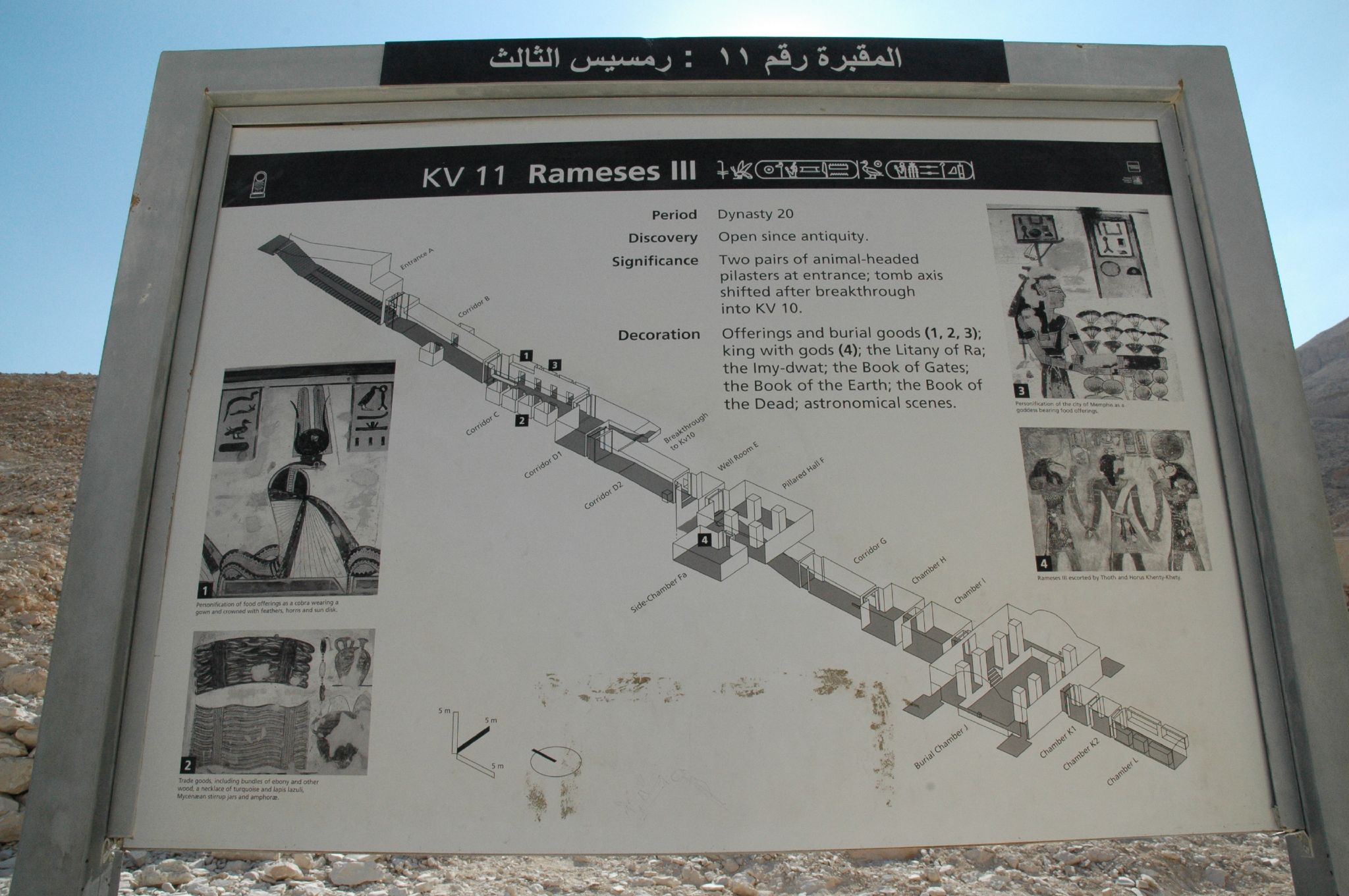
Plan de la tombe dans la vallée des Rois
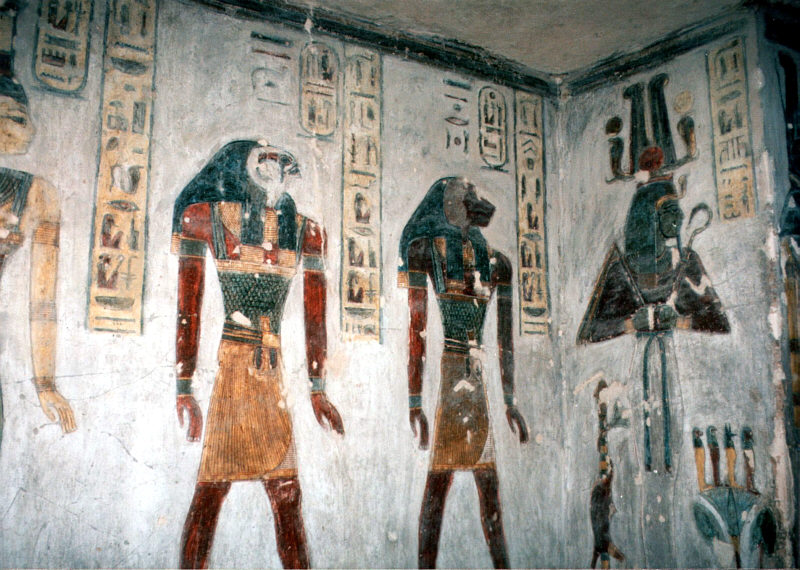
Vue des fresques d'une paroi de l'hypogée KV11
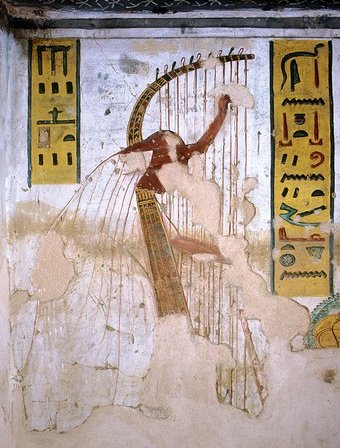
Le premier harpiste
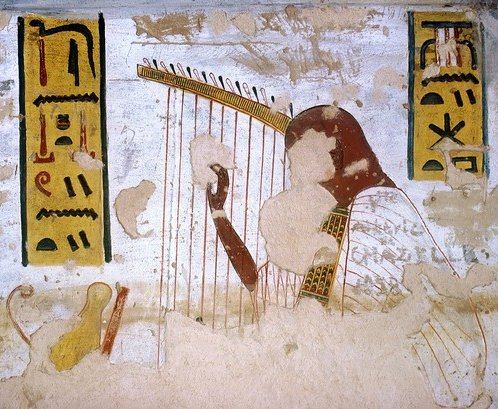
Le second harpiste de la tombe
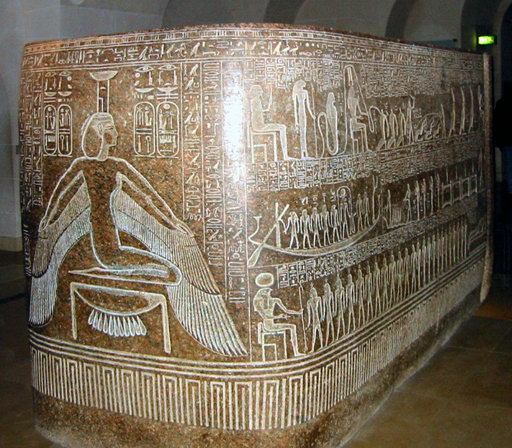
Sarcophage de Ramsès III conservé au Musée du Louvre
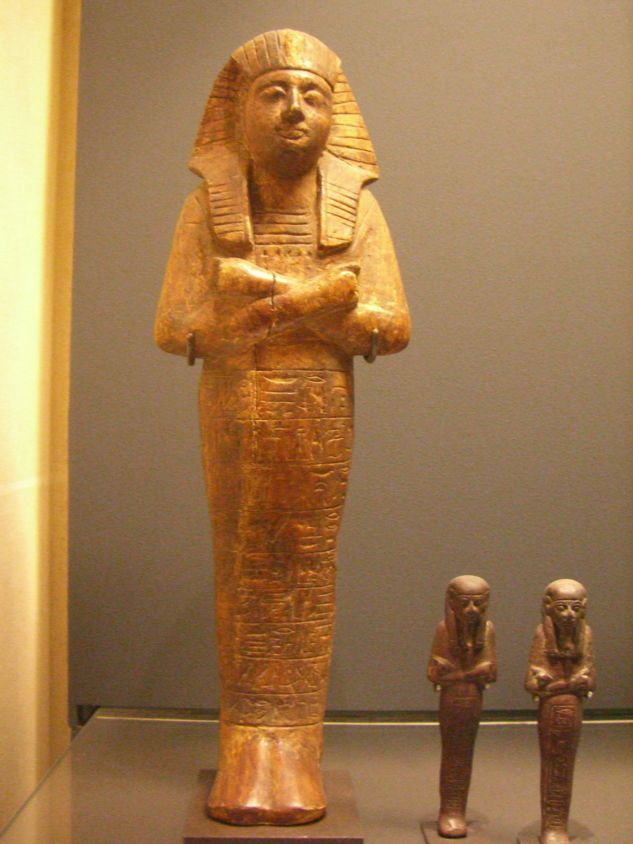
Ouchebti de Ramsès III